# Myelaphus jozanus
Myelaphus jozanus là một loài ruồi trong họ Asilidae. Myelaphus jozanus được Matsumura miêu tả năm 1916. Loài này phân bố ở vùng Cổ Bắc giới và châu Á.